# Lloyd Bridges
Lloyd Vernet Bridges Jr. (ur. 15 stycznia 1913 w San Leandro, zm. 10 marca 1998 w Los Angeles) – amerykański aktor.
1 lutego 1994 otrzymał własną gwiazdę w Alei Gwiazd w Los Angeles znajdującą się przy 7065 Hollywood Boulevard.

## Życiorys

### Wczesne lata
Urodził się w San Leandro w Kalifornii jako syn Harriet Evelyn (z domu Brown) i Lloyda Verneta Bridgesa Seniora. Jego rodzina miała pochodzenie angielskie, szkockie i irlandzkie. Jego ojciec był właścicielem kina, a także prowadził firmę hotelarską. W 1931 ukończył szkołę Eureka Senior High. Studiował politologię na UCLA, gdzie poznał swoją przyszłą żonę, Dorothy Dean Simpson.

### Kariera
Po raz pierwszy trafił na ekran jako chłopak z college’u w komedii muzycznej Freshman Love (1936) opartej na sztuce George’a Ade’a z Warrenem Hullem. W 1937 zadebiutował na Broadwayu w tragedii Szekspira Otello z Walterem Hustonem w roli tytułowej. Występował potem na Broadwayu w komedii Zuzanna i starcy (1940) jako brat Tom, Martwy gołąb (1953) w roli detektywa Ernesta Brady’ego z Joan Lorring i farsie Kwiat kaktusa (1967) jako Julian.
W 1941 podpisał kontrakt z Columbia Pictures i grał we wszystkim, co przydzieliło mu studio, w tym w dramacie Samotny wilk ryzykuje (The Lone Wolf Takes a Chance, 1941) z Warrenem Williamem, melodramacie wojennym They Dare Not Love (1941) u boku George’a Brenta, komedii romantycznej Johna Stahla Nasza żona (Our Wife, 1941) z Melvynem Douglasem, dramacie kryminalnym I Was a Prisoner on Devil’s Island (1941) z Donaldem Woodsem, komedii fantasy Awantura w zaświatach (Here Comes Mr. Jordan, 1941), komediodramacie George’a Stevensa Głosy miasta (The Talk of the Town, 1942) z udziałem Cary’ego Granta i dramacie wojennym Sahara (1943). Rozpoczął pracę jako wolny strzelec w 1945, przyjmując między innymi rolę nurka głębinowego Raya Douglasa w przygodowym dramacie kryminalnym 16 Fathoms Deep (1948) z Lonem Chaneyem.
W 1950 trafił na tzw. czarną listę Hollywood. Wkrótce potem odnosił jednak duże sukcesy, występując w telewizji.
W kultowym filmie familijnym science-fiction Rocketship X-M (1950) zagrał astronautę pułkownika Floyda Grahama. W westernie Edwina L. Marina Colt .45 (1950) z udziałem Randolpha Scotta, Ruth Roman i Zachary’ego Scotta pojawił się jako Paul Donovan. Za gościnną rolę Aleca Beggsa w odcinku serialu NBC The Alcoa Hour (1956) – pt. Tragedy in a Temporary Town w 1957 otrzymał nominację do nagrody Emmy. Zyskał szerokie uznanie, grając rolę Mike’a Nelsona w serialu Sea Hunt (1958–1961).
Następne sukcesy sprawiły, że wziął udział w talk-show nazwanym na jego cześć The Lloyd Bridges Show, podczas którego towarzyszyli mu jego synowie Beau i Jeff. Występował w miniserialach ABC: Korzenie (Roots, 1977) w roli Evana Brenta, Jak zdobywano Dziki Zachód (How the West Was Won, 1978) jako Orville Gant, Battlestar Galactica (1978) w roli komandora Caina, Na wschód od Edenu (East of Eden, 1981) jako Samuel Hamilton i Grace Kelly (1983) jako Jack Kelly, ojciec Grace Kelly. W 1998 został ponownie nominowany do nagrody Emmy za rolę 80-letniego Izzy’ego Mandelbauma, mieszkańca Del Boca Vista, który nie może znieść przegranej w sitcomie Kroniki Seinfelda (Seinfeld, 1997).
W ciągu przeszło 60 lat kariery zagrał w ponad 150 filmach, w tym w komediach Jima Abrahamsa: Czy leci z nami pilot? (1980), Hot Shots! (1991), Hot Shots! 2 (1993), Mafia! (1998).

## Życie prywatne
15 października 1938 zawarł związek małżeński z Dorothy Dean Simpson, z którą miał troje dzieci: dwóch synów – Beau (ur. 9 grudnia 1941) i Jeffa (ur. 4 grudnia 1949) oraz córkę Cindy (ur. 1950). Był dziadkiem Jordana, Dylana, Caseya, Emily, Jeffreya, Isabelle, Haley Roselouise, Jessiki Lily i Marcela.
Oprócz aktorstwa zajmował się również polityką.

### Śmierć
Zmarł 10 marca 1998 śmiercią naturalną w wieku 85 lat.

## Filmografia

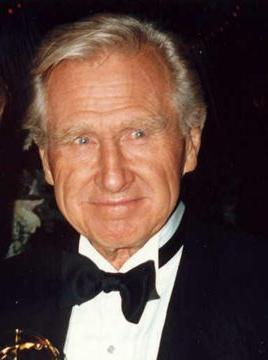
Lloyd Bridges (1992)

### Filmy
- Awantura w zaświatach (1941) jako pilot
- Głosy miasta (1942) jako Donald Forrester
- Sahara (1943) jako Fred Clarkson
- Spacer w słońcu (1945) jako sierżant Ward
- Podróż ku Nowemu Światu (1952) jako Coppin
- W samo południe (1952) jako Harvey Pell
- Zaklinacz deszczu (1956) jako Noah Curry
- Szczęśliwe zakończenie (1969) jako Sam
- Piąty muszkieter (1979) jako Aramis
- Wyspa Niedźwiedzia (1979) jako Smithy
- Czy leci z nami pilot? (1980) jako Steve McCroskey
- Spokojnie, to tylko awaria (1982) jako Steve McCroskey
- Grace Kelly (1983) jako Jack Kelly, ojciec Grace
- Alicja w Krainie Czarów (1985) jako Biały Rycerz
- Zwariowany pułk lotniczy (1986) jako płk. Archer
- Tucker. Konstruktor marzeń (1988) jako senator Homer Ferguson
- Zimowi ludzie (1989) jako William Wright
- Kuzyni (1989) jako Vincent „Vince” Kozinski
- Joe kontra wulkan (1990) jako Samuel Harvey Graynamore
- Hot Shots! (1991) jako admirał Thomas „Tug” Benson
- Kochanie, zwiększyłem dzieciaka (1992) jako Clifford Sterling
- Hot Shots! 2 (1993) jako prezydent Thomas „Tug” Benson
- Eksplozja (1994) jako Max O’Bannon
- Inna kobieta (1995) jako Jacob
- Mafia! (1998) jako Vincenzo Cortino

### Seriale
- Korzenie (1977) jako Evan Brent
- Battlestar Galactica (1978) jako komandor Cain
- Statek miłości (1981) jako William Otis Farnsworth
- Jak zdobywano Dziki Zachód (1979) jako Orville Gant
- Jerzy Waszyngton (1984) jako Caleb Quinn
- Północ-Południe (1985) jako Jefferson Davis
- Kroniki Seinfelda (1989-98) jako Izzy Mandelbaum (gościnnie)
- Rodzina Hartów z Dzikiego Zachodu (1993-94) jako Jake Tyrell
- Po tamtej stronie (1995–2002) jako Kress